# Laran (mitologia)
Laran – etruski bóg wojny, mąż bogini Turan.
Przedstawiany jako nagi młodzieniec w spiczastym hełmie z oszczepem. Kojarzony greckim Aresem. Jego kult połączony z elementami kultu towarzyszącego mu Veive został przejęty przez Rzymian w kulcie Marsa. Imię jest pochodzenia etruskiego, choć wszelkie przedstawienia wskazują na wpływy greckie. Pojawia się jednak późno - brak jego imienia jeszcze na Wątrobie z Piacenzy. Prezentowany był jako walczący z gigantami Cels clan (etr. syn ziemi) lub w towarzystwie Turan na podobieństwo pary Ares-Afrodyta. Cechą odróżniającą od przedstawień greckich tego typu jest stała obecność 3 chłopczyków Mariś, mylnie wiązanych z Marsem..